# Alburnus
Genre
Alburnus est un genre de poissons téléostéens de la famille des Cyprinidae et de l'ordre des Cypriniformes. Ces poissons sont communément appelés « ablettes » mais quelques espèces sont dénommées « shemayas ». Le genre se rencontre dans le Paléarctique occidental, et au niveau du Centre de diversité de Turquie.
Le genre Chalcalburnus n'est désormais plus reconnu comme valide et toutes les espèces qui y étaient rattachées le sont désormais sous le genre Alburnus.

## Liste des espèces

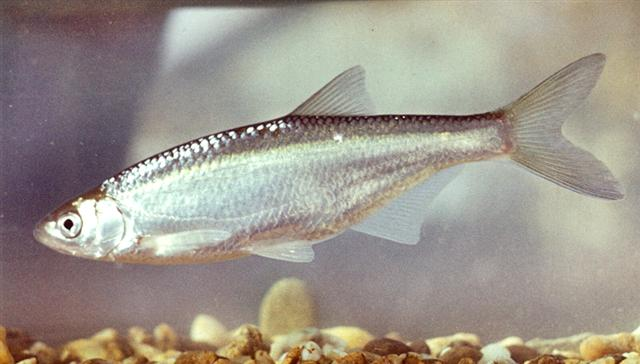
Alburnus alburnus

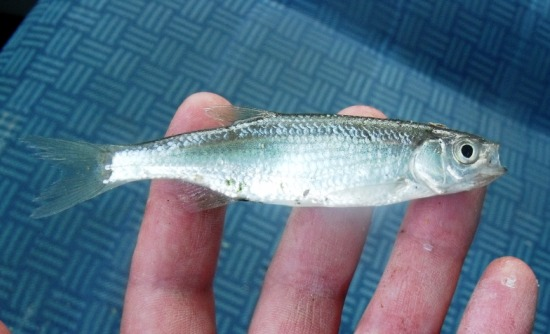
Alburnus arborella

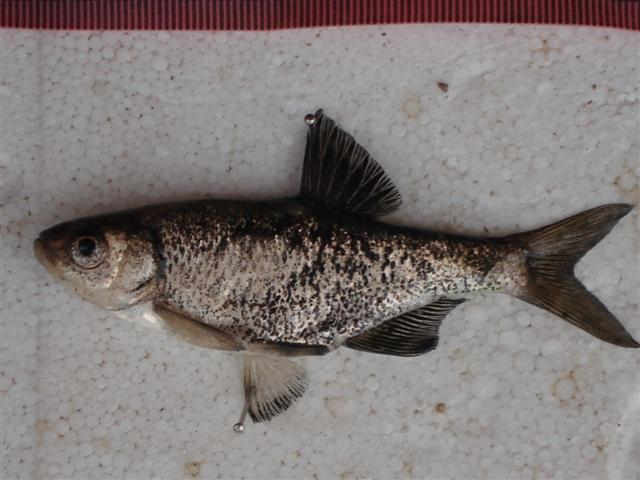
Alburnus caeruleus

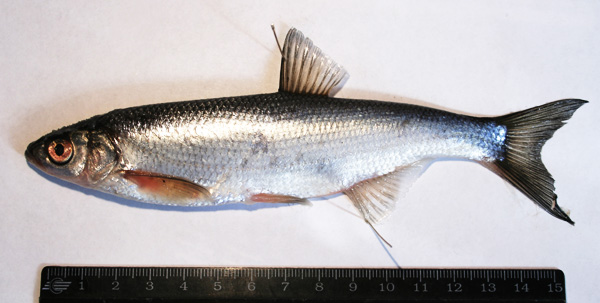
Alburnus leobergi

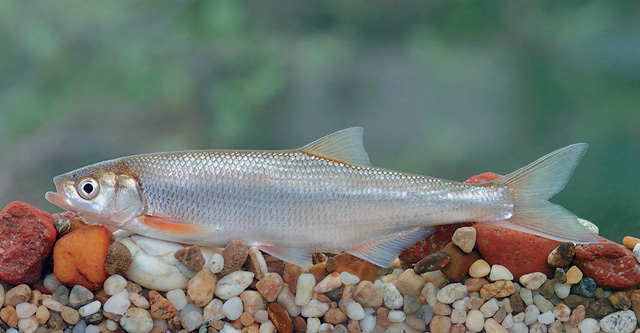
Alburnus mento

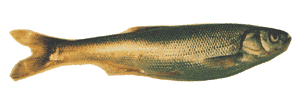
Alburnus tarichi

Selon FishBase (11 mars 2018) ce genre comporterait les 46 espèces suivantes :
- Alburnus adanensis Battalgazi, 1944
- † Alburnus akili Battalgil, 1942 - espèce éteinte selon l'IUCN
- Alburnus albidus (Costa, 1838)
- Alburnus alburnus (Linnaeus, 1758)
- Alburnus amirkabiri Mousavi-Sabet, Vatandoust, Khataminejad, Eagderi, Abbasi, M. Nasri, Jouladeh & Vasil'eva, 2015[6]
- Alburnus arborella (Bonaparte, 1841)
- Alburnus atropatenae Berg, 1925
- Alburnus attalus Özuluğ & Freyhof, 2007[4]
- Alburnus baliki Bogutskaya, Küçük & Ünlü, 2000
- Alburnus battalgilae Özuluğ & Freyhof, 2007[4]
- Alburnus belvica Karaman, 1924
- Alburnus caeruleus Heckel, 1843
- Alburnus carinatus Battalgil, 1941
- Alburnus chalcoides (Güldenstädt, 1772)
- † Alburnus danubicus Antipa, 1909 - espèce éteinte selon l'IUCN
- Alburnus demiri Özuluğ & Freyhof, 2008[3]
- Alburnus derjugini Berg, 1923
- Alburnus doriae De Filippi, 1865
- Alburnus escherichii Steindachner, 1897
- Alburnus filippii Kessler, 1877
- Alburnus heckeli Battalgil, 1943
- Alburnus hohenackeri Kessler, 1877
- Alburnus istanbulensis Battalgil, 1941
- Alburnus kotschyi Steindachner, 1863
- Alburnus leobergi Freyhof & Kottelat, 2007
- Alburnus macedonicus Karaman, 1928
- Alburnus mandrensis (Drensky, 1943)
- Alburnus mento (Heckel, 1837)
- Alburnus mentoides Kessler, 1859
- Alburnus mossulensis Heckel, 1843
- Alburnus nasreddini Battalgil, 1943
- Alburnus neretvae Buj, Sanda & Perea, 2010[1]
- † Alburnus nicaeensis Battalgil, 1941 - espèce éteinte selon l'IUCN
- Alburnus orontis Sauvage, 1882
- Alburnus qalilus Krupp, 1992
- Alburnus sarmaticus Freyhof & Kottelat, 2007
- Alburnus schischkovi (Drensky, 1943)
- Alburnus scoranza Heckel & Kner, 1857
- Alburnus selcuklui M. Elp, F. Şen & Özuluğ, 2015[7]
- Alburnus sellal Heckel, 1843
- Alburnus tarichi (Güldenstädt, 1814)
- Alburnus thessalicus (Stephanidis, 1950)
- Alburnus timarensis Kuru, 1980
- Alburnus vistonicus Freyhof & Kottelat, 2007[2]
- Alburnus volviticus Freyhof & Kottelat, 2007
- Alburnus zagrosensis Coad, 2009

Auxquelles pourrait s'ajouter une espèce découverte en 2017 :
- Alburnus sava Bogutskaya, Zupančič, Jelić, Diripasko & Naseka, 2017[8]

## Publication originale
- Rafinesque, 1820 : Ichthyologia ohiensis, or Natural history of the fishes inhabiting the river Ohio and its tributary streams, preceded by a physical description of the Ohio and its branches  (texte intégral).